# 미로슬라프 슈마이다
미로슬라프 슈마이다(Miroslav Šmajda, 1988년 11월 27일 ~ )는 슬로바키아의 가수이다.유로비전 송 콘테스트 2012에서 슬로바키아 대표로 참가했다.